# Kujō Yoritsugu
Kujō Yoritsugu (九条頼嗣, né le 17 décembre 1239, mort le 14 octobre 1256, r. 1244–1252), également connu sous le nom Yoritsugu no Fujiwara, est le cinquième shogun du shogunat de Kamakura. Son père, Kujō Yoritsune, est le 4e shogun Kamakura.
Yoritsugu est membre du puissant clan Fujiwara. La famille Kujō est une des cinq branches du clan Fujiwara.

## Événements dubakufude Yoritsugu
- 1244 (Kangen 2) : Au printemps de cette année, un certain nombre d'événements extraordinaires dans le ciel au-dessus de Kamakura perturbent profondément Yoritsune[2].
- 1244 (Kangen 2, 4e mois) : Yoritsugu, le fils de Yoritsune, passe les cérémonies de maturité à l'âge de 6 ans. Le même mois, Yoritsune demande à l'empereur Go-Saga la permission d'abandonner ses responsabilités comme shogun en faveur de son fils, Yoritsugu Kujō[2].
- 1245 (Kangen 3, 7e mois) : Yoshitsune se rase la tête et devient prêtre bouddhiste[2].
- 1246 (Kangen 4, 7e mois) : Le fils de Yoritsune, maintenant shogun Yoritsugu (qui n'a que 7 ans) épouse la sœur de Tsunetoki Hōjō  (qui n'a lui-même que 16 ans)[2].
- 1er septembre 1256 (Kōgen 1, 11e jour du 8e mois) : Yoritsune Kujō, également connu sous le nom Yoritsune Fujiwara, meurt à l'âge de 39 ans[3].
- 14 octobre 1256 (Kōgen 1, 25e jour du 9e mois): Le fils de Yoritsune et son successeur comme shogun de Kamakura, Yoritsugu Kujō, aussi connu comme Yoritsugu Fujowara, meurt à l'âge de 18 ans[3].

## Ères dubakufude Yoritsugu
Les années pendant lesquelles Yoritsugu est shogun sont plus spécifiquement identifiées par plus d'un nom d'ère ou nengō.
- Kangen             (1243–1247)
- Hōji          (1247–1249)
- Kenchō      (1249–1257)

## Source de la traduction
- (en) Cet article est partiellement ou en totalité issu de l’article de Wikipédia en anglais intitulé « Kujō Yoritsugu » (voir la liste des auteurs).